# Landkreis Greiz
Landkreis Greiz er en landkreds i Thüringen.

## Ekstern henvisning
- Wikimedia Commons har flere filer relateret til Landkreis Greiz
- Landkreis Greiz Officielt websted

50°45′N 12°05′Ø / 50.75°N 12.08°Ø